# Pallavolo Padova
O Pallavolo Padova é um time italiano de voleibol masculino da cidade de Pádua, da província de Pádua, da região de Vêneto. Atualmente o clube disputa a SuperLega, a primeira divisão do campeonato italiano.

## Histórico
O Sempre Volley foi fundado em 1999 pelo presidente Maurizio Sartorati, oriundo do departamento de voleibol da Fondazione Unione Sportiva Petrarca, comprando deste os direitos esportivos para disputar a Liga A1 de 1999–00. Oscilando nas edições posteriores, ocorre o rebaixamento à Série A2 na edição de 2001–02, e foi repescado após falta de inscrição de equipes e na temporada 2002–03 disputa a primeira divisão, quando alcançou o quinto lugar na fase preliminar e disputando pela primeira vez os playoffs, sendo eliminado nas quartas de final, no entanto, este resultado permite o acesso à Taça CEV de 2004–05, sendo eliminado nas semifinais.
Na temporada 2008–09 termina na última colocação e retorna à Série A2, o que repercutiu negativamente e provocando mudança de presidente em 2009, sendo apontado Fábio Cremonese, promovendo a equipe à Série A1 na temporada 2010–11, com a vitória da promoção do playoff, depois do segundo lugar na classificação final na fase preliminar, mas novamente volta para a Série A2, e termina na sétima posição no período 2012–13 do playoffs de promoção, e conquista o título da Copa A2 na edição de 2013–14 promovendo a elite nacional.

## Títulos

### Campeonatos continentais
Taça Challenge
- Campeão: 1993–94
- Vice-campeão: 1987–88, 1988–89, 1991–92, 1992–93
- Terceiro lugar: 1990–91

### Campeonatos nacionais
Campeonato Italiano - Série A2
- Campeão: 1983–84, 2013–14
- Vice-campeão: 1980–81, 2010–11
- Terceiro lugar: 2012–13

 Copa Itália - Série A2
- Campeão: 2013–14
- Terceiro lugar: 2010–11

## Elenco atual
Atletas selecionados para disputar a temporada 2022–23.
| Camisa                  | Nome                 | Altura (m) | Posição    |
| ----------------------- | -------------------- | ---------- | ---------- |
| 1                       | Davide Gardini       | 2,03       | Ponteiro   |
| 3                       | Andrea Canella       | 2,00       | Central    |
| 4                       | Riccardo Cengia      | 1,98       | Central    |
| 7                       | Francesco Zoppellari | 1,85       | Levantador |
| 8                       | Davide Saitta        | 1,89       | Levantador |
| 9                       | Tommaso Guzzo        | 1,97       | Oposto     |
| 10                      | Marco Volpato        | 1,95       | Central    |
| 12                      | Dušan Petković       | 2,02       | Oposto     |
| 13                      | Julian Zenger        | 1,90       | Líbero     |
| 14                      | Ran Takahashi        | 1,88       | Ponteiro   |
| 15                      | Mathijs Desmet       | 1,98       | Ponteiro   |
| 18                      | Matteo Lelli         | 1,81       | Líbero     |
| 22                      | Federico Crosato     | 2,00       | Central    |
| 88                      | Asparuh Asparuhov    | 2,00       | Ponteiro   |
| Técnico: Jacopo Cuttini |                      |            |            |